# Étienne Desmarteau
Étienne Desmarteau (ur. 4 lutego 1873 w Boucherville, w prowincji Quebec, zm. 29 października 1905 w Montrealu) – kanadyjski lekkoatleta, mistrz olimpijski z Saint Louis z 1904.
Był członkiem Montréal Athletic Club, a jednocześnie policjantem w Montrealu. W 1902 zdobył mistrzostwo Stanów Zjednoczonych (AAU) w rzucie 56-funtowym ciężarem, pokonując Johna Flanagana. Postanowił wystąpić w tej samej konkurencji na igrzyskach olimpijskich w 1904 w Saint Louis. Nie otrzymał jednak urlopu na czas igrzysk. Mimo to pojechał, co kosztowało go utratę pracy w policji.
Na igrzyskach pierwszym rzutem osiągnął odległość 10,46 m, co wystarczyło do zdobycia złotego medalu przed Flanaganem. Desmarteau został owacyjnie przyjęty w Montrealu, ale nie miał okazji długo nacieszyć się sukcesem, ponieważ w 1905 zmarł na dur brzuszny.
Rekord Desmarteau w rzucie młotem wynosił 42,06 m (3 sierpnia 1904, Ottawa)